# Підземне сховище олефінів у Тойченталь
Підземне сховище олефінів у Тойченталь – розташований на сході Німеччини (федеральна земля Саксонія-Ангальт) об’єкт інфраструктури, призначений для обслуговування підприємств нафтохімічної промисловості.
З середини 1970-х років в суміжних районах Саксонії та Саксонії-Ангальт діє нафтохімічний комплекс Белен-Шкопау-Лойна. Він зокрема виробляє хлор, сировину для чого отримують шляхом розмивання сольових пластів в районі Тойченталь, що утворює великі підземні каверни. Станом на 2017 рік власник названого комплексу Dow Chemical використовувала три з них, розташовані в діапазоні від 700 до 800 метрів нижче поверхні, для зберігання пропілену та етилену. Останні як виробляються, так і споживаються у великих кількостях самим комплексом Белен-Шкопау-Лойна, при цьому їх транспортування до сховища здійснюється по етиленопроводу EBT (Ethylenpipeline Böhlen – Teutschenthal) та пропіленопроводу PBT (Propylenpipeline Böhlen -Teutschenthal).
Крім того, по трубопроводу Штаде – Тойченталь забезпечується зв’язок з підземним сховищем олефінів у Орензен та морським терміналом у Штаде.